# Сарево
Сареево (Сариево) — деревня в Переславском районе Ярославской области.

## История
В 1677 году сельцо боярина князя Ивана Петровича Барятинского в Нерском стане. В 1688 году передано им Данилову монастырю по фиктивной меновой, утверждённой царской грамотой в 1695 году. По монастырской описи 1701 года значится: «Сельцо Сареево, что было село на пруде, а в селе место церковное, что была церковь... Фрола и Лавра, а в сельце двор монастырский, а на дворе часовня».
В деревне родился Герой Советского Союза Николай Николаев.